# Casse-têtes de Frege
Les casse-têtes de Frege sont des problèmes sur la sémantique des noms propres, bien que des problèmes connexes se posent également dans le cas des indexicaux. Gottlob Frege (1848-1925) a introduit les casse-têtes au début de son article « Über Sinn und Bedeutung » (« Sur le sens et la référence ») en 1892 dans l'un des articles les plus influents de la philosophie analytique et de la philosophie du langage.

## Les casse-têtes
Le terme « casse-tête de Frege » est couramment appliqué à deux problèmes connexes. L'un est un problème sur les déclarations d'identité que Frege a soulevé au début de "Sur le sens et la référence", et un autre concerne les rapports d'attitude propositionnelle.

### Le premier casse-tête
Le premier problème considère les deux phrases suivantes :
(1) Hespéros est Hespéros.
(2) Hespéros est Éosphoros (Lucifer).
Chacune de ces phrases est vraie, puisque 'Hespéros' fait référence au même objet que 'Éosphoros' (la planète Vénus qui à quelques mois d'intervalle peut être considérée comme l'étoile la plus brillante du matin ou du soir). Néanmoins, (1) et (2) semblent différer dans leur sens ou ce que Frege a appelé leur « valeur cognitive ». (1) est juste une vérité de logique qui peut être connue a priori, tandis que (2) traduit une vérité empirique qui a été découverte par les astronomes. Le problème, cependant, est que les noms propres sont souvent considérés comme n'ayant aucune signification au-delà de leur référence (un point de vue souvent associé à John Stuart Mill). Mais cela semble impliquer que les deux déclarations signifient la même chose, ou ont la même valeur cognitive,.
Frege propose de résoudre cette énigme en postulant un second niveau de sens (meaning) en plus de la référence sous la forme de ce qu'il appelle le sens (sense): une différence dans le mode de présentation ou la manière dont un objet peut être « donné » à l'observateur. Ainsi 'Hesperos' et 'Éosphoros' ont la même référence, mais diffèrent de sens car ils présentent Vénus de manières différentes.

### Le deuxième casse-tête
Le deuxième casse-tête concerne les rapports d'attitude propositionnelle, tels que les rapports de croyance. Ordinairement, les noms coréférents sont salva veritate, c'est-à-dire que l'on peut les substituer sans changement de valeur de vérité. Par exemple, si « Hesperos est brillant » est vrai, alors « Éosphoros est brillant » est également vrai étant donné que « Hesperos » et « Éosphoros » font référence à la même planète. Frege considère alors l'argument suivant :
(3) Alex pense qu'Hesperos est visible à l'aurore.
(4) Hespéros = Éosphoros.
(5) Alex pense que Éosphoros est visible à l'aurore.
Cet argument semble être invalide : même si (3) et (4) sont vrais, (5) pourrait être faux. Si Alex ne sait pas qu'Hesperos et Éosphoros sont la même planète, alors il semble qu'il pourrait croire qu'Hesperos est visible le soir tout en rejetant l'affirmation selon laquelle Éosphoros est visible le soir (peut-être pense-t-il que Éosphoros, l'étoile du matin, est visible uniquement à l'aube). Le principe selon lequel les noms coréférents sont substituables salva veritate semble donc échouer dans le contexte des rapports de croyance (et de même pour d'autres rapports d'attitude propositionnelle).
Frege proposa à nouveau de résoudre ce problème en faisant appel à sa distinction entre sens et référence. En particulier, il soutenait que lorsqu'un nom propre apparaît dans le contexte d'un rapport d'attitude, sa référence se déplace vers son sens ordinaire : ainsi « Éosphoros », par exemple, désigne la planète Vénus lorsqu'il apparaît dans la phrase « Éosphoros est visible dans à l'aurore » ou dans une phrase traduisant une identité comme (4), mais lorsqu'elle apparaît dans un rapport d'attitude comme (5), elle dénote son sens ordinaire d'étoile du matin.

## Les nouvelles théories de référence et le retour du casse-tête de Frege
L'énigme de Frege a reçu beaucoup d'attention depuis les attaques contre la théorie descriptiviste des noms montées dans les années 1970 et 1980 par des philosophes tels que Keith Donnellan, Saul Kripke, Ruth Barcan Marcus, Hilary Putnam et David Kaplan. À la suite de ces attaques contre le descriptivisme, de nombreux philosophes ont adopté la conception de référence directe des noms propres, selon laquelle la signification d'un nom est simplement son référent. Comme indiqué ci-dessus, cette vue a pour résultat que (1) et (2) expriment la même proposition. De même, les phrases intégrées « Hesperos est visible à l'aurore » et « Éosphoros est visible à l'aurore » de (3) et (5) expriment la même proposition. Il semble donc que (3) et (5) ne peuvent pas différer en valeur de vérité puisqu'ils attribuent la croyance en une seule et même proposition.
Face à ce problème, de nombreux philosophes du langage ont tenté de trouver une solution à l'énigme dans les limites des théories de la référence directe des noms propres. Certains de ces philosophes incluent Nathan Salmon (par exemple dans Frege's puzzle and Content, Cognition, and Communication ), Howard Wettstein (par exemple dans "Has Semantics Rested on a Mistake?" ), Scott Soames, David Kaplan, John Perry (par exemple dans Reference and Reflexivity ) et Joseph Almog .